# Winkelom
Winkelom is een landelijk gehucht in de Vlaamse stad Geel, ter hoogte van de samenvloeiing van de Grote Nete en de Molse Nete. Het gehucht bevindt zich ten zuidoosten van Geel-Centrum, en ligt net buiten het stadscentrum.

## Omschrijving en ligging
De straten Winkelom, Seppendijk, Hondstraat en Kalverstraat kunnen tot het gehucht gerekend kunnen worden. Deze omschrijving werd ook in de 19de-eeuwse Atlas der buurtwegen (1841) gehanteerd.
Het gehucht Winkelom ligt net buiten de Geelse ring. In het zuidoosten van het gehucht ligt het natuurgebied Malesbroek.
De gewestweg N126, die Geel-Centrum met Winkelomheide verbindt, loopt ten westen van de wijk Winkelom en loopt dwars door de wijk Seppendijk. Deze gewestweg wordt eveneens Winkelom genoemd.
Op ongeveer twee kilometer ten zuiden van Winkelom ligt het dorp Winkelomheide. Het gehucht Winkelom sluit niet aan op de dorpskern van Winkelomheide, en maakt er als zodanig ook geen onderdeel van uit.

## Historiek

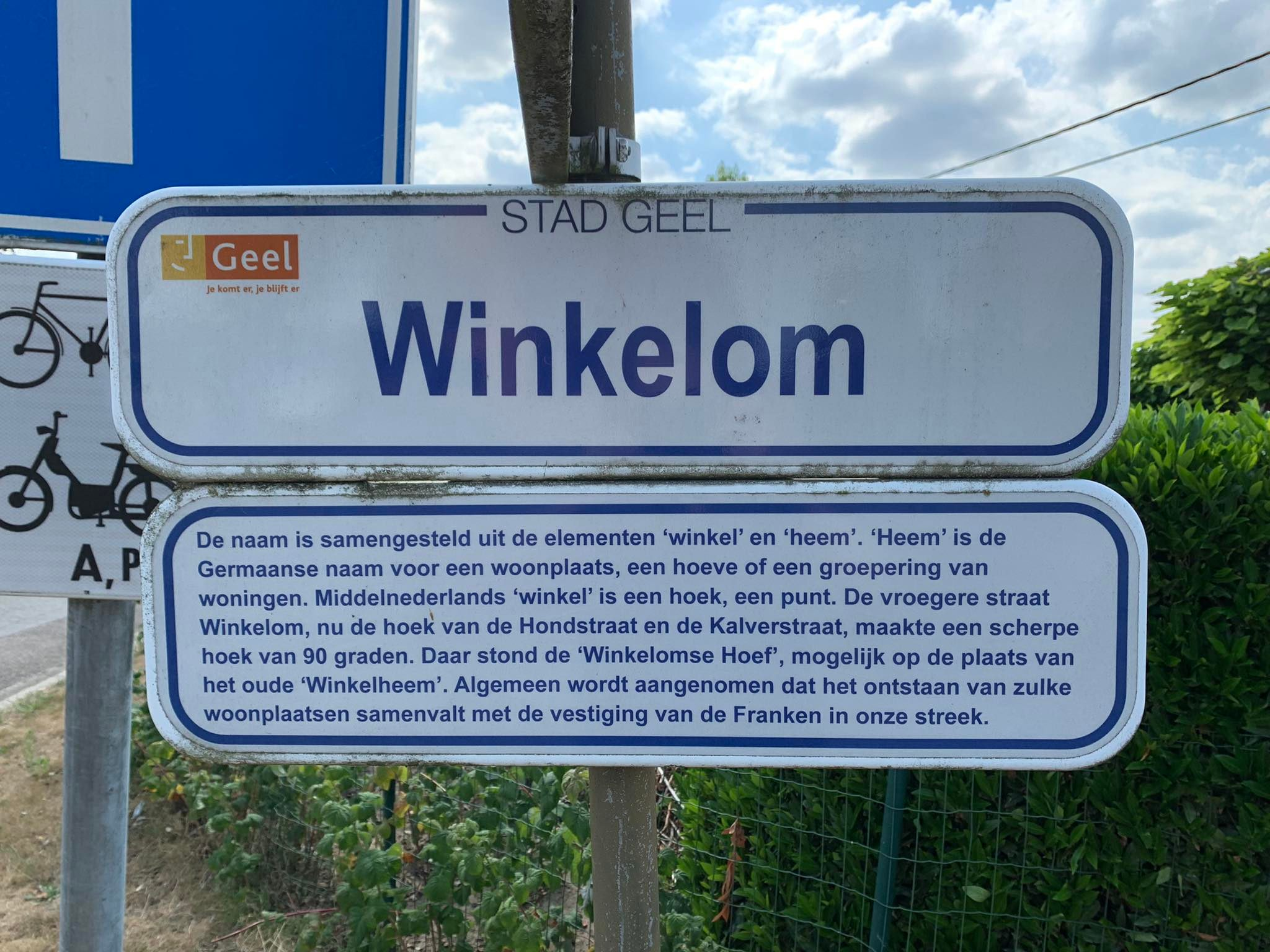
Een straatnaambord in Winkelom, waarop de historiek van de plaatsnaam toegelicht wordt.

De benaming 'Winkelom' vindt allicht zijn oorsprong in een samentrekking van 'winkel' en 'heem'. Het woord 'winkel' heeft in het Middelnederlands de betekenis van 'hoek' of 'punt'. 'Heem' verwijst naar een hoeve of een woonplaats. 'Winkelom' kan dus vrij vertaald worden als: "de hoeve of woonplaats op de hoek". De kruising tussen de Hondstraat en de Kalverstraat vormt immers een hoek van ongeveer 90 graden. Daar stond ooit de 'Winkelomse Hoef'. Mogelijk stond op diezelfde plaats lang daarvoor ook al een hoeve, waarnaar de naam Winkelom verwijst.
Het gehucht Winkelom behoort tot de oudere bewoonde buurten van Geel. Al tijdens de late Middeleeuwen was het één van de elf buurtschappen die vertegenwoordigd werd in het Geelse stadsbestuur.
Het dorp Winkelomheide is genoemd naar het gehucht Winkelom, maar is pas veel later ontstaan. Tot voor het einde van de 19e eeuw bleef de onvruchtbare heidegrond ten zuiden van Winkelom immers nauwelijks tot niet bewoond.
In september 1944 werd Winkelom sterk getroffen tijdens de gevechten bij de Slag om Geel.
In 1958 werd in Winkelom het stedelijk slachthuis gevestigd. Doorheen de jaren is het slachthuis steeds verder uitgebreid. Tegenwoordig is het slachthuis in handen van Sopraco nv.
De aanleg van de Geelse ring in de jaren '90 heeft ervoor gezorgd dat het meest noordelijke stukje van Winkelom van de rest van het gehucht afgesneden werd. Thans draagt de kleine doodlopende straat ten noorden van de ring niet langer de naam Winkelom, maar wel 'Gasthuisbos'.

## Cultuur en bezienswaardigheden

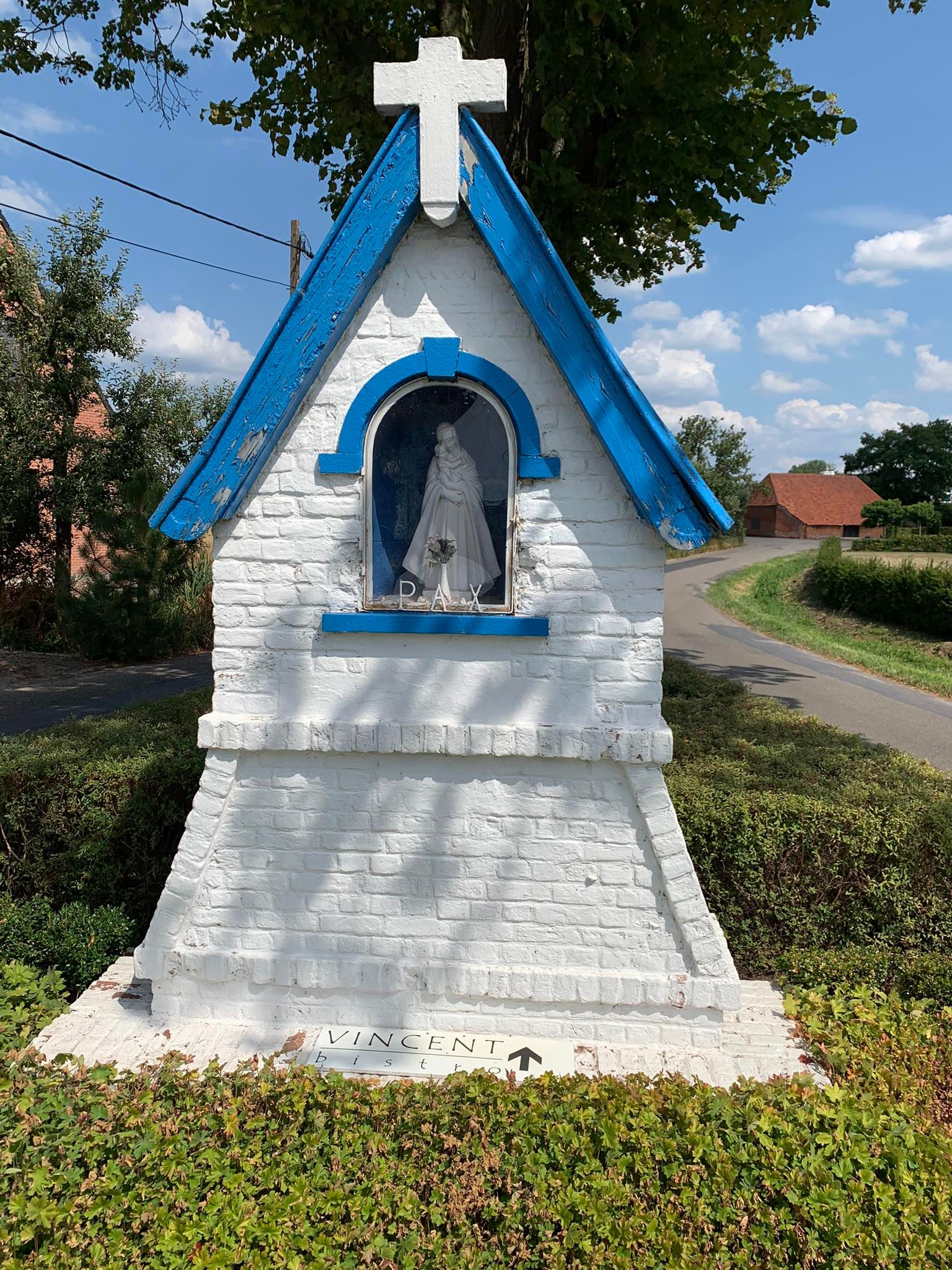
De kapel van Winkelom, met rechts op de achtergrond de Kempische dwarsschuur uit de 19de eeuw.

- De kapel van Winkelom: in 1944 werd in Winkelom een Mariakapel opgericht als dank voor het beëindigen van de gevechten in de Slag om Geel. De kapel bevindt zich onder een lindeboom, op een klein driehoekig pleintje middenin het kruispunt tussen Winkelom en de Hondstraat.[5]
- Kempische dwarsschuur: op de plaats waar de Hondstraat en de Kalverstraat elkaar kruisen, bevindt zich een authentieke Kempische dwarsschuur die dateert uit het midden van de 19e eeuw.[6]
- Tot voor enkele jaren[(sinds) wanneer?] werd door de inwoners van het gehucht een jaarlijks buurtfeest georganiseerd, dat in de zomer plaatsvond.[7]